# Paranoïa
Pour les articles homonymes, voir Paranoïa (homonymie).
Ne doit pas être confondu avec Schizophrénie paranoïde.
 Mise en garde médicale
La paranoïa (du grec ancien : παράνοια / paránoia ; des mots παρά / pará : « à côté de », et νοῦς/noûs  : « esprit »), indique à l'origine, dans la poésie grecque antique, simplement quelque chose qui est contre l'entendement.
À partir du début du XIXe siècle, appropriée par la psychiatrie naissante, la paranoïa indique un trouble mental manifesté par des difficultés relationnelles, des troubles du comportement et un sentiment de persécution pouvant aller jusqu'à un point d'irrationalité et de délire (délire paranoïaque).
La pensée paranoïaque inclut typiquement des croyances de persécution liées à une menace perçue comme provenant des individus : jalousie, délires, etc., et un sentiment de mégalomanie dû à l'aberration de la pensée.

## Étymologie et évolution sémantique
Le mot paranoïa est un mot grec formé de para-, au voisinage de et de noûs, esprit, signifiant folie ou démence.
Son utilisation remonte au moins à Eschyle, qui considère paranoïaque le sort que jette Œdipe contre ses fils, quand le français « démence » traduit le grec paranoïa, et à Sophocle, qui, dans sa pièce Ajax, l'utilise un certain nombre de fois, tantôt traduit en français comme « démence » tantôt comme « folie ». De même, Hérodote l'utilise à plusieurs reprises, par exemple : « Je suis convaincu par tous ces traits que Cambyse n'était qu'un furieux ; car, sans cela, il n'aurait jamais entrepris de se jouer de la religion et des lois ». « Furieux » traduit ici le grec paranoïaque.
Le terme paranoïa est utilisé en allemand par le médecin Rudolf Augustin Vogel (de) (1724-1774) en 1772, il apparaît en latin savant en 1795. Il est retenu en allemand dans le vocabulaire psychiatrique, dans son acception générale de folie, dans le Lerbuch der Störungen des Seelenlebens du psychiatre Johann Heinroth.
Il apparaît en français en 1822. Tout au long du XIXe siècle, dans le contexte d'une psychiatrie romantique, il est utilisé au sens général de « folie » et pour qualifier tout type de délire. Puis son champ sémantique se restreint et se précise peu à peu.
En 1929, Salvador Dali (1904-1989) crée l'expression paranoïa-critique pour désigner un mode de création littéraire et artistique.
À partir des années 1970, le terme abrégé de parano désigne l'état de méfiance exagérée à l'égard de menaces réelles ou imaginaires.

## Histoire
En 1879, Richard von Krafft-Ebing (1840-1902) isole les troubles mentaux hallucinatoires des autres troubles qui concernent surtout l'intelligence et dont l'expression est représentable.
Entre 1881 et 1883, Emanuel Mendel (1839-1907) oppose la paranoïa hallucinatoire (délires avec hallucinations) à la paranoïa combinatoire (délire non hallucinatoire mais à raisonnement). L'expression paranoïa hallucinatoire finit par disparaître et la seconde paranoïa persiste seule sans l'épithète combinatoire. La paranoïa combinatoire de Mendel correspond ainsi à la paranoïa proprement dite dont l'acception ne changera guère durant le XXe siècle, celle-ci étant définie plus précisément par Emil Kraepelin (1856-1926).
En France, dès 1895 Jules Seglas (1856-1939) utilise le terme paranoïa comme synonyme des délires systématisés, et en 1909, Paul Sérieux (1864-1947) et Joseph Capgras (1873-1950) en font un équivalent des délires d'interprétation.
En psychiatrie anglo-saxonne, Adolf Meyer (1886-1950) introduit la terminologie allemande aux États-Unis, en utilisant deux adjectifs différents, paranoiac et paranoid. Paranoiac est relatif à paranoïa, et paranoid ce qui ressemble à la paranoia mais relève de la schizophrénie. Mais, toujours en anglais, le terme paranoiac tombe en désuétude, et paranoid tend à englober les aspects relatifs à la paranoia.
En français, l'adjectif qui correspond à paranoïa est « paranoïaque », et il ne doit pas être confondu avec le terme « paranoïde », de sens très différent (dans l'expression délire paranoïde) et utilisé pour décrire certains types de schizophrénie.
La traduction en français du terme paranoid en anglais peut donc être paranoïaque ou paranoïde selon le contexte.

## Définitions
Les définitions de la paranoïa varient selon les approches psychiatriques historiques ou géographiques, mais elles intègrent toutes un tronc commun à partir de la définition de Kraepelin, faite à la fin du XIXe siècle, et qui la caractérise comme le « développement lent et insidieux d'un système délirant durable et impossible à ébranler, et par la conservation absolue de la clarté et de l'ordre de la pensée, du vouloir, et de l'action ».
Il existe ainsi une approche allemande et française orientée vers une conception plurielle de la paranoïa distinguant la personnalité ou le caractère paranoïaque du délire paranoïaque, et une approche anglo-saxonne et italienne orientée vers une approche unitaire où le trouble de la personnalité paranoïaque tend à se confondre avec le délire paranoïaque.
Il existe aussi une approche psychodynamique, où la paranoïa n'est ni une maladie, ni un délire, mais un mécanisme psychique, à savoir la projection selon Sigmund Freud (1856-1939). Pour celui-ci, le mécanisme de projection était l'essentiel de la paranoïa, en pouvant s'appliquer dans d'autres domaines.

## Épidémiologie
Le trouble de personnalité paranoïaque affecte de 0,3 à 2,5 % de la population générale, de 2 à 10 % des consultants en psychiatrie et de 10 à 30 % des patients hospitalisés en psychiatrie.
L'évaluation précise est difficile, car les descriptions classiques sont basées sur une continuité entre trait de caractère, personnalité et délire. La coupure entre variété normale et caractère pathologique reste indéterminée. Le caractère paranoïaque peut, selon les cas, favoriser ou perturber l'adaptation sociale, par exemple selon les fonctions exercées.
La paranoïa pathologique survient en général à l'âge adulte, à partir de 30 et 40 ans, et le plus souvent à la cinquantaine ou plus tard, chez des individus qui présentaient le plus souvent une personnalité paranoïaque préalable (parfois depuis l'enfance ou l'adolescence), et qui décompensent en perdant leur capacité d'adaptation. La paranoïa est alors centrée sur un délire.

## Caractère et personnalités paranoïaques
La paranoïa est d'abord un caractère qui peut se situer dans les limites de la tolérance sociale ou s'en écarter notablement. Ce caractère devient pathologique soit par le biais de certains troubles du comportement, soit par son association avec un certain type de délire chronique.
Depuis les années 1970, un sens dérivé, le langage commun ou journalistique utilise le terme « paranoïa », souvent abrégé en « parano » pour rendre compte de traits de personnalités caractérisés par une extrême méfiance ou une grande suspicion, qui ne sont pas pathologiques.
Il est d'usage de distinguer deux types de personnalités paranoïaques : la personnalité (ou caractère) paranoïaque proprement dite, et la personnalité dite « sensitive ». Ils sont susceptibles de diverses complications.

### Personnalité paranoïaque proprement dite

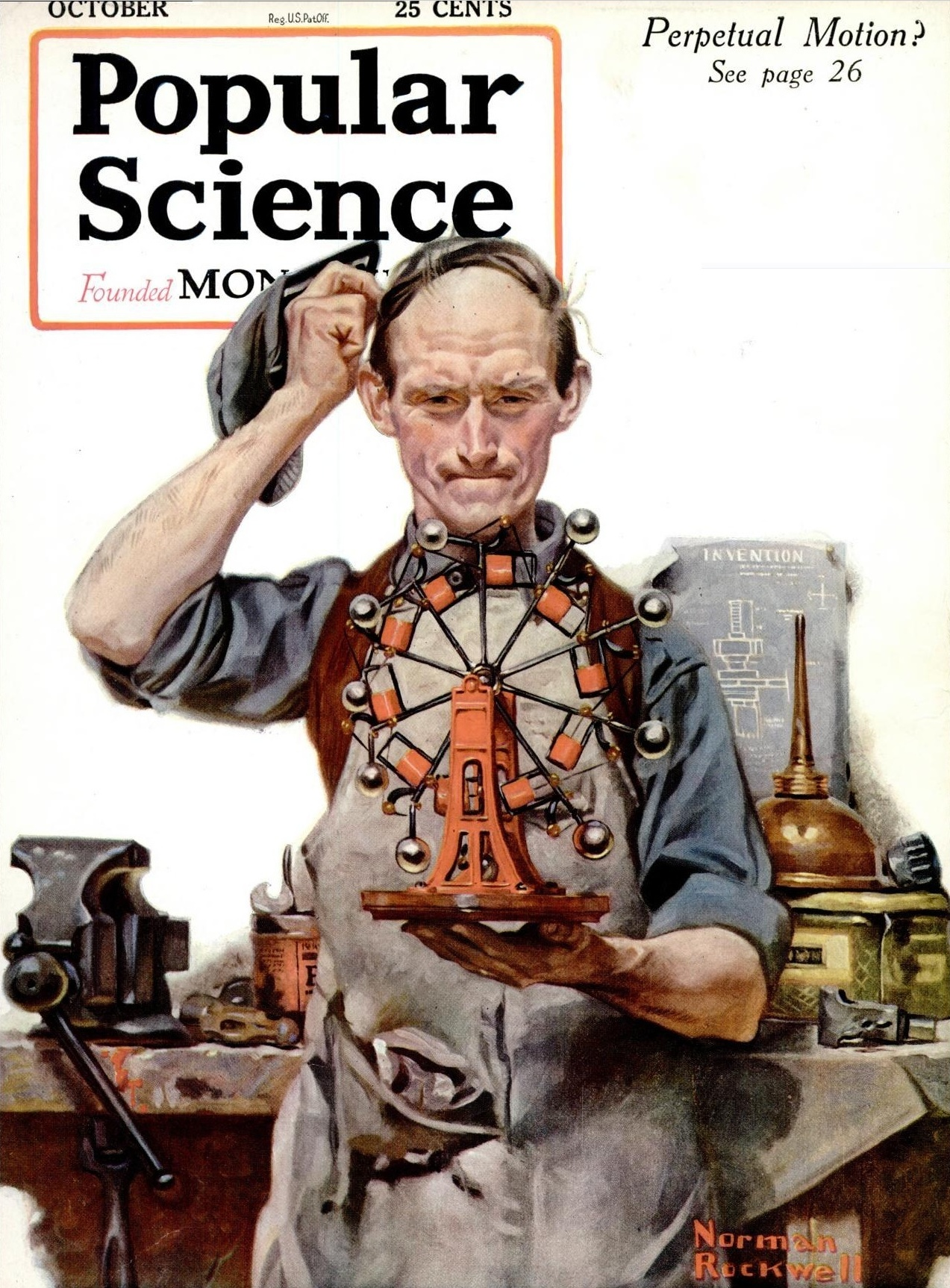
Inventeur de machine à mouvement perpétuel (1920), par Norman Rockwell.

La personnalité paranoïaque est un caractère particulier chez certains sujets, mais sans développement d'un délire (même si une personnalité paranoïaque peut évoluer vers une authentique paranoïa avec délire paranoïaque).
D'un point de vue sémiologique, ces personnalités paranoïaques se caractérisent par quatre traits fondamentaux qui entraînent à terme une difficulté d'adaptation sociale :
1. L'orgueil : C'est la surestimation pathologique de soi-même, l'égocentrisme, la modestie feinte…
2. La méfiance : crainte et rancœurs à l'égard des autres, la susceptibilité démesurée, les soupçons et le sentiment d'être incompris et isolé.
3. La fausseté du jugement : logique ne fonctionnant que sur des notions sélectionnées, tronquées, partielles ou partiales.
4. L'inadaptation sociale : à terme, le paranoïaque ne peut plus s'adapter à son milieu. Il en résulte une fuite dans la solitude, ou des réactions antisociales, le plus souvent hétéro-agressive de façon symbolique ou réelle, mais aussi des conduites auto-agressives[15].

De nombreuses variétés de caractère paranoïaque ont été décrites, le plus souvent en rapport avec un contexte historique et culturel : les revendicateurs (processifs, persécuteurs, faiseurs de scandale, pamphlétaires…), les inventeurs (autodidactes, autothérapeutes…), les réformateurs (régicides, anarchistes, utopistes, mystiques…), les persécutés-persécuteurs, les persécuteurs familiaux (tyran domestique) et les idéalistes passionnés.
On distingue parfois la personnalité paranoïaque de combat dominée par la revendication, la querelle et l'agressivité et la personnalité paranoïaque de souhait dominée par une fausseté de jugement autour d'un idéal altruiste avec moins d'agressivité.

### Personnalité sensitive
Le tempérament sensitif d'Ernst Kretschmer (1888-1964), est également caractérisé par une capacité de perception accrue aux stimuli, tant sensoriels qu'émotionnels, qui peut amener une plus grande introspection et un retrait. Certains sont qualifiés de timides, mais pas tous. Chez ces personnes, l'excès de méfiance peut mener à la paranoïa, mais il peut aussi favoriser un développement harmonieux. Les expériences de l'enfance ont une importance déterminante sur le développement du tempérament sensitif.
La personnalité sensitive est un type de personnalité paranoïaque marqué par un sens élevé des valeurs morales, l'orgueil (une haute estime de soi-même, qui conduit à se considérer comme jamais suffisamment reconnu à sa juste valeur), une hyperesthésie relationnelle entraînant une grande vulnérabilité dans les contacts sociaux, et une tendance à l'autocritique, à l'intériorisation douloureuse des échecs et à la susceptibilité, mais avec une rétention des affects (le sujet garde tout pour lui). On ne retrouve pas l’hypertrophie du moi ni la quérulence présentes chez les autres personnalités paranoïaques.
Repliés sur eux-mêmes, ils sont pourtant d'un abord facile, volontiers dévoués aux autres et sont parfois des philanthropes actifs. Ils ressentent la moindre sympathie comme absolue, et la moindre réserve comme une trahison. Toute amitié qui n'est pas inconditionnelle est vécue comme fourbe et déloyale. L'exemple type serait le personnage d'Alceste du Misanthrope qui provoque son propre échec pour révéler l'injustice du monde, et qui prend du plaisir à perdre un procès, ce qui lui donne raison en tant que victime innocente.
Dans certaines situations (syndrome dépressif, trouble anxieux, stress) on peut observer des traits qui pourraient faire évoquer une personnalité sensitive, mais qui sont liés à l'état psychologique, et sont donc contextuels, transitoires et réversibles. Dans ces cas, il ne s'agit pas de troubles de la personnalité.

## Délires paranoïaques

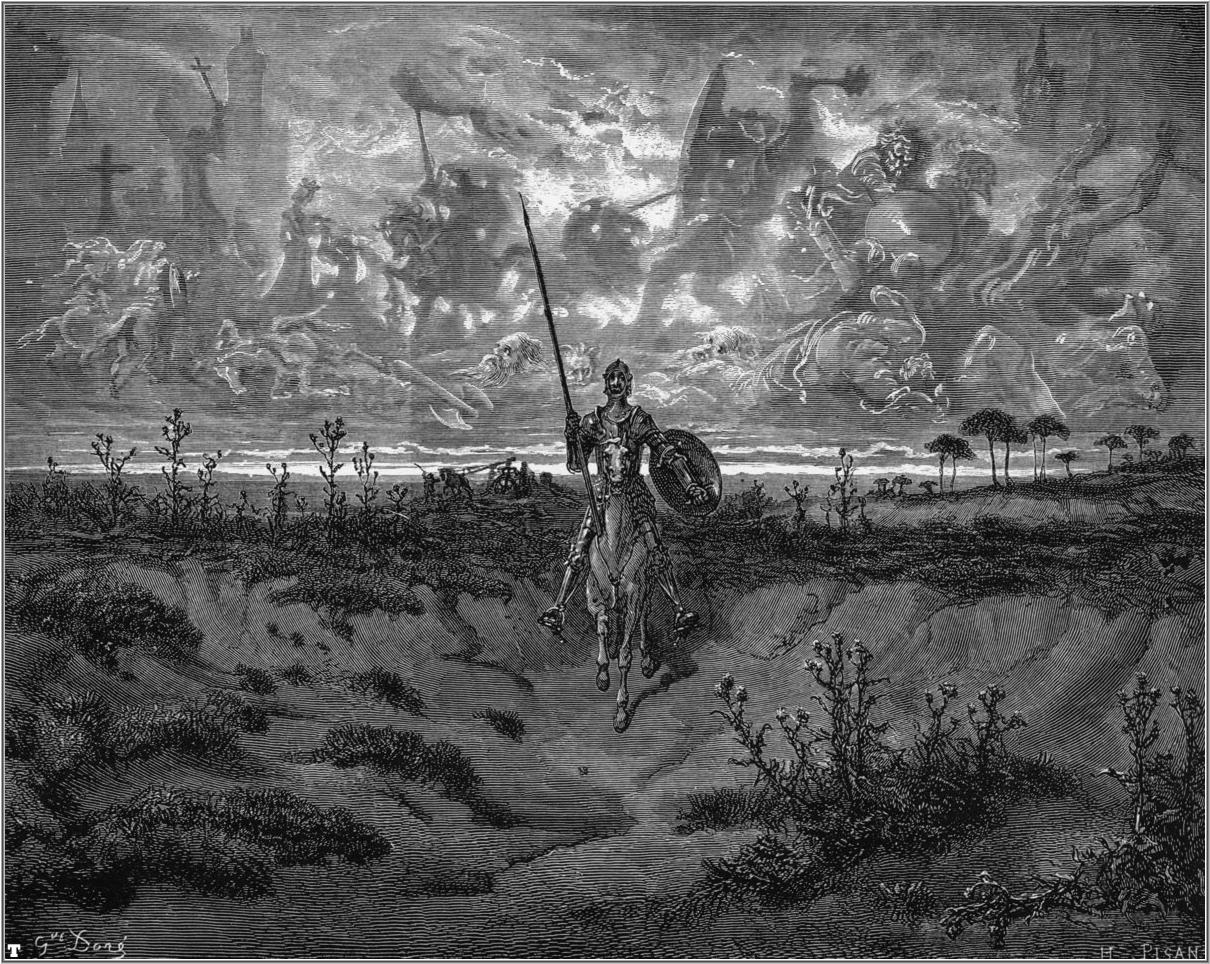
Don Quichotte dans son monde (1863), par Gustave Doré.

Le délire est un trouble du contenu de la pensée caractérisé par la permanence d'idées délirantes (c'est-à-dire des idées manifestement en désaccord avec la réalité observable) dont le sujet est convaincu. Ces idées délirantes peuvent, toutefois, être en accord avec certaines croyances communément acceptées socialement, mais une des caractéristiques du délire est que le malade y croit aveuglément, même lorsqu'on lui apporte la preuve qu'il se trompe.
Le délire paranoïaque est caractérisé par le développement insidieux d'un système délirant durable, inébranlable, allant de pair avec la conservation de la clarté, de l'ordre dans la pensée, du vouloir et de l'action. Ce n'est pas un trouble anxieux, il ne s'agit pas d'un sentiment d'angoisse ou de peur, mais de dérèglements de la pensée (jugement faussé, erroné) dont le malade n'a que rarement conscience.
Ce délire paranoïaque relève d'une psychose chronique, mais qui se distingue de la schizophrénie par l'absence de dissociation mentale, c'est un état délirant chronique dit non-dissociatif qui n'entraîne pas de déficit mental ; ce qui permet parfois le maintien prolongé de l'intégration sociale.

### Rapports entre personnalité et délire
Le problème de savoir s'il existe une continuité ou une coupure entre personnalité paranoïaque et délire paranoïaque reste discuté. Selon les auteurs, il existe une continuité évolutive insidieuse entre les deux, le délire étant le développement ou l'aboutissement d'un trouble de la personnalité ; selon d'autres, l'apparition d'un délire indique une décompensation ou une rupture radicale avec l'état antérieur.
Ces différences sont d'ordre doctrinales, tout en s'appuyant sur des observations. Les premiers notent la fréquence de complication évolutive d'un type de délire en rapport avec le type de personnalité, les seconds notent le grand nombre de personnalités paranoïaques qui ne délirent jamais.
Le curseur qui sépare une variante « normale » ou socialement adaptée de la personnalité, d'un état pathologique délirant, peut donc se déplacer soit au niveau des troubles de la personnalité paranoïaque, soit au niveau de la psychose paranoïaque ou des troubles délirants chroniques (delusionnal disorders).

### Caractères communs

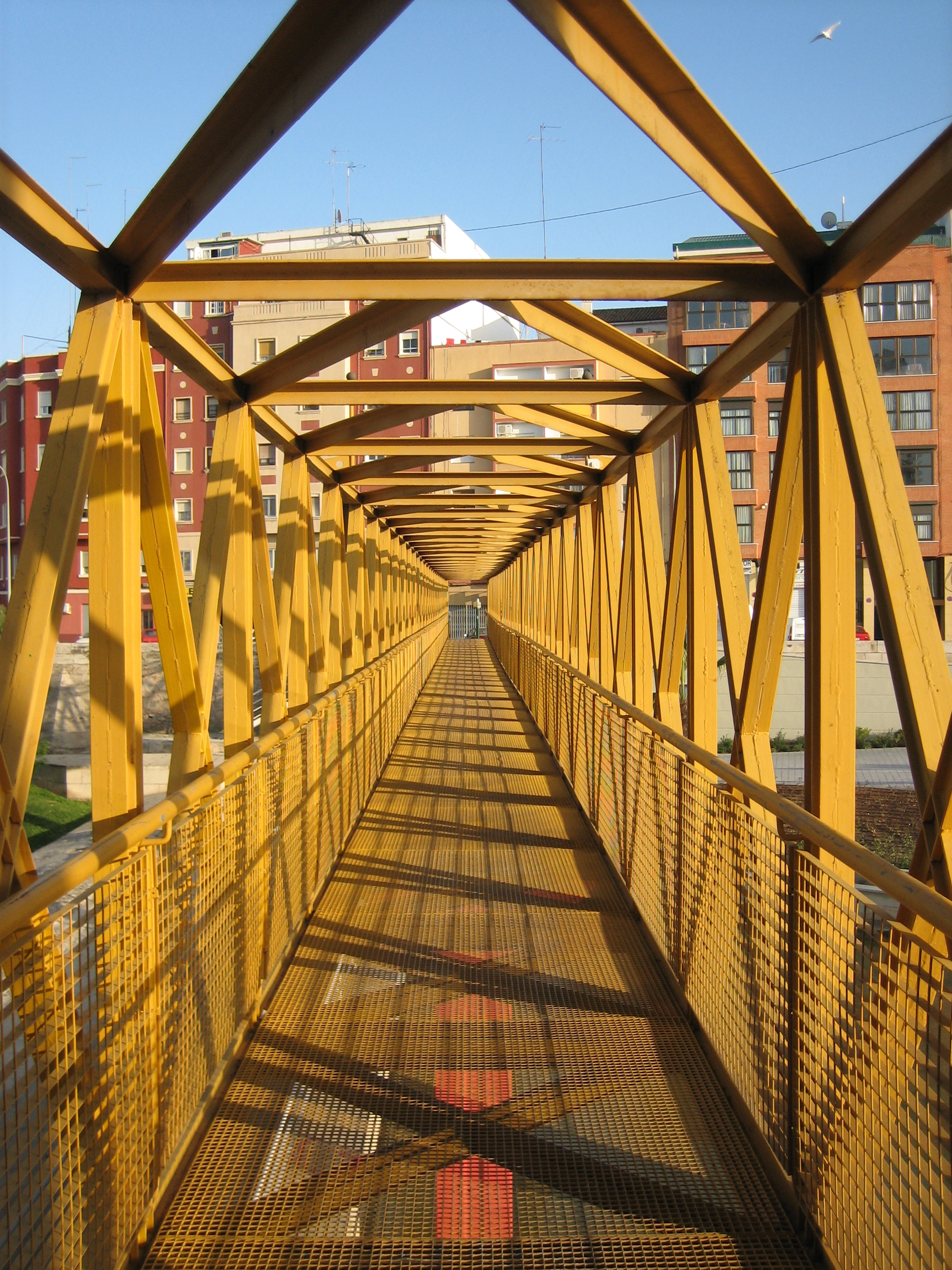
Photo de la passerelle Vetges-Tu à Valence (Espagne), partie de l’œuvre du groupe de réflexion artistique Las Paranoias de C. Valenciana « les paranoïas de la communauté valencienne », illustrant le caractère systématisé enfermant un sujet paranoïaque dans sa trajectoire logique.

Les délires paranoïaques ont en commun d'utiliser presque uniquement un mécanisme d'interprétation, en étant hautement systématisés. Le sujet perçoit bien ce qui lui arrive, mais il attribue à tout évènement des significations qui le concernent, exemple : « Le feu est passé au rouge (à l'orange ou au vert) quand je suis arrivé en voiture, cela montre bien qu'on me surveille ».
Le délire est systématisé c'est-à-dire qu'il présente un fort degré de cohérence interne. Dans la mesure où il se développe de manière parfaitement cohérente et logique, même si cela est sur des prémisses fausses.
Les thèmes (c'est-à-dire le contenu) du délire sont variés, mais concernent souvent des idées de persécution, de préjudice, de jalousie, de complot, etc. L'évolution fait que, peu à peu, l'ensemble des évènements rencontrés par le sujet vont être rattachés au système délirant.
Le délire paranoïaque est dit « en secteur » lorsqu'il reste limité à un domaine de la vie du patient (exemple : un homme délire sur le fait qu'il est trompé par sa femme, mais ne présente aucune idée délirante dans les autres secteurs de sa vie).
Il peut aussi se développer « en réseau », lorsque le délire concerne peu à peu tout le fonctionnement psychique du sujet et tous les secteurs de sa vie : affectif, relationnel et psychique. Par exemple, dans une théorie du complot généralisé, si un proche, un collègue ou un médecin tente de rassurer le sujet en lui disant qu'il « se fait des idées », cela sera immédiatement interprété comme un signe d'appartenance au « complot ».
Le délire peut être silencieux plusieurs années, avant que n'éclatent les troubles. Lorsque la maladie est déclarée, elle devient chronique, évoluant par poussées.

### Types de délires
Classiquement, il existe trois types principaux de délires paranoïaques : délire d'interprétation et délires passionnels, qui peuvent se recouvrir (combinaison de thèmes), et le délire de relation des sensitifs.

#### Délire d'interprétation
Le mécanisme d'interprétation est prédominant. La contingence et le hasard n'existent plus : par induction ou déduction erronée, tout évènement réel a une signification personnelle pour le sujet. Ce délire s'étend en réseau. Les idées délirantes varient selon la culture, le milieu et les circonstances de vie du sujet. Les deux thèmes principaux sont d'abord la persécution, puis la grandeur.
Avec le thème de persécution ou de préjudice, le sujet est convaincu d'être l'objet de menaces, dommages… Les persécuteurs sont nommément désignés dans l'entourage familial, professionnel ou de voisinage, parfois il s'agit de collectivités (police, clergé, agents secrets, groupes ou associations diverses…). Un persécuté délirant est potentiellement dangereux pour le persécuteur désigné.
Avec le thème de grandeur ou de mégalomanie, le délire porte sur l'ambition sociale, le pouvoir, la richesse, la réforme politique ou religieuse, ou encore l'invention révolutionnaire. Par exemple le délire de filiation est la conviction délirante d'être d'une ascendance illustre (souvent royale ou aristocratique), ou encore le délire de conviction d'être détenteur de connaissances ou de pouvoirs extraordinaires.
L'évolution est chronique, mais avec des rémissions fréquentes, de quelques mois à quelques années.

#### Délires passionnels

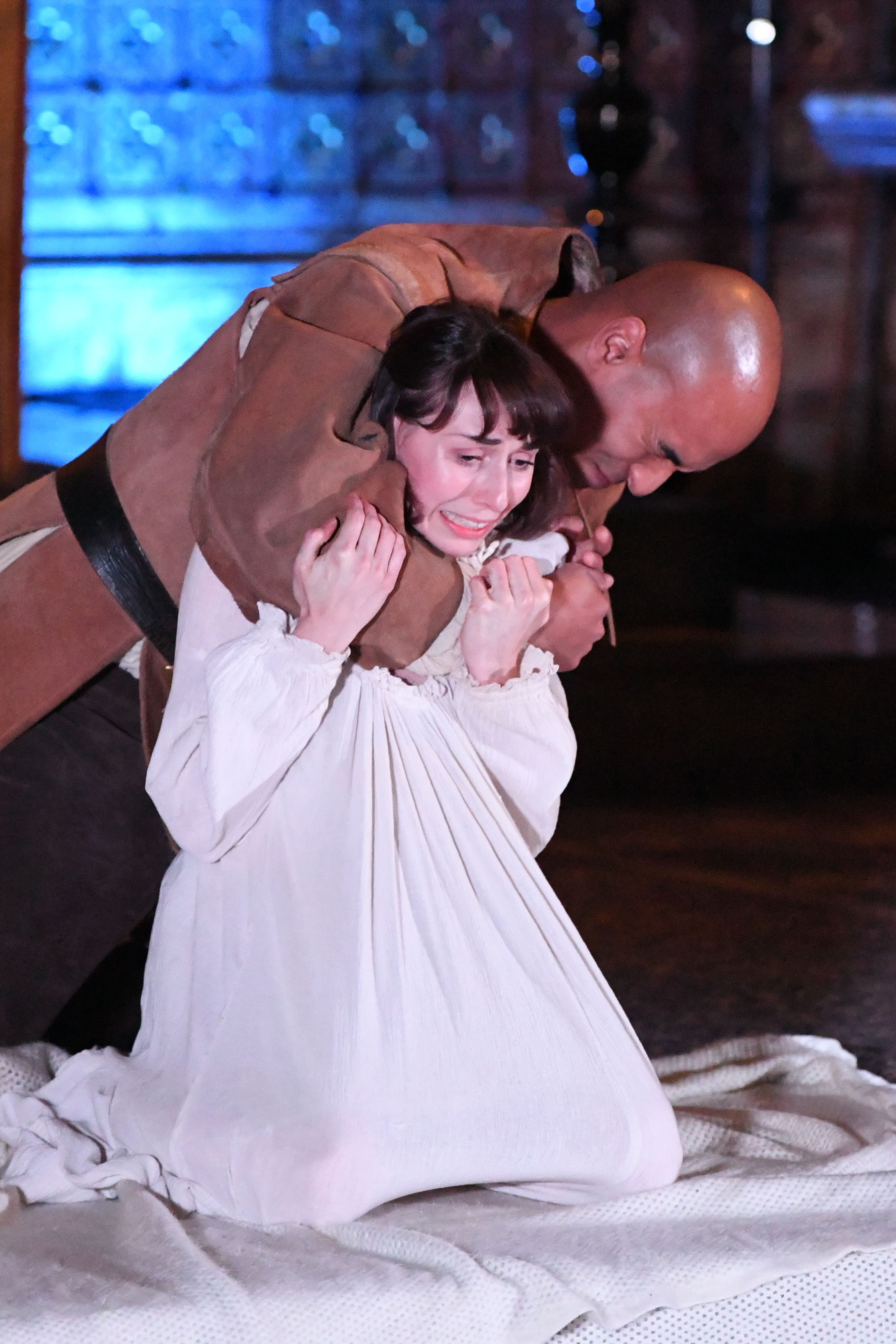
Le « syndrome d'Othello » ou délire de jalousie. Représentation de la pièce de Shakespeare à Worcester en 2017. « La passion est une émotion intense et prolongée, tendant à passer aux actes (…) Un trait fondamental des délires passionnels, c'est l'effort » (de Clerambault) cité par Lanteri-Laura 1985, p. 16.

Ces délires sont dits aussi de revendication ou de préjudice (tort non réparé), ils peuvent être égocentriques ou altruistes. Ils se basent toujours sur l'interprétation, mais avec un développement en secteur, restant limité à son thème principal égocentrique (comme la revendication amoureuse) ou altruiste (comme l'idéalisme passionné).
Les délires passionnels sont dits « passionnels » du fait de la nature du sentiment qui les inspire : la passion. Ces délires débutent par une première interprétation délirante de la réalité (par exemple : « Si ma femme est rentrée précipitamment dans sa chambre c'est qu'elle cache une liaison ») ou parfois par une intuition délirante initiale (par exemple : « Brutalement, j'ai tout compris pour ma femme, tout est devenu clair »). Ils se développent ensuite avec une forte charge émotionnelle qui peut provoquer un comportement dangereux. En revanche, le délire ne s'étend pas à d'autres domaines.
- Le délire érotomaniaque : décrit par Clérembault en 1921, il correspond à la conviction délirante d'être aimé secrètement par une personne généralement plus favorisée socialement ;
- Le délire de jalousie, ou syndrome d'Othello[21], est un délire où le malade - le plus souvent de sexe masculin - est persuadé que sa partenaire le trompe, le plus souvent avec un homme d'un rang social plus élevé également. Il est souvent associé à l'alcoolisme chronique[23]. Il ne s'agit pas d'une jalousie excessive ou d'une jalousie infondée, mais d'une reconstruction délirante d'une situation[9] ;

Les délires de revendication systématisés ou de préjudice (tort non réparé) sont aussi en secteur et basés sur l'interprétation délirante. Ils reposent sur la croyance délirante en un préjudice subi, accompagné d'exaltation, de quérulence et d'agressivité. Il s'agit pour ces patients de « faire surgir la vérité » ou de « punir les coupables ». Ils incluent :
- L'hypocondrie délirante et la sinistrose délirante : le malade est persuadé de ne pas avoir été soigné correctement lors d'une maladie (réelle ou imaginaire) et/ou de ne pas avoir été dédommagé comme il le fallait après un accident.
- L'inventeur méconnu : cherchant à faire reconnaître son invention ou l'antériorité de celle-ci par rapport à sa découverte « officielle » ;
- L'autothérapeute : le sujet est persuadé d'avoir souffert d'une pathologie (souvent imaginaire) et d'avoir « guéri » de cette pathologie, le plus souvent grâce à une méthode thérapeutique qu'il a découverte lui-même. Il se donne alors la « mission » de faire connaître cette nouvelle méthode de guérison, souvent inefficace voire dangereuse (donc relevant du charlatanisme) et il est persuadé que ceux qui n'y accordent pas de crédit veulent le persécuter ;
- Le quérulent processif : le sujet a la conviction délirante d'avoir été lésé, multipliant des recours en justice et des procédures contre ses supposés persécuteurs. Avoir recours à la procédure ou être procédurier n'est pas pathologique en soi. L'aspect pathologique du quérulent processif se distingue lorsque, par exemple, le sujet ajoute à son affaire principale, des affaires secondaires comme des plaintes contre ses premiers avocats ; c'est un autodidacte du droit qui connaît le détail des lois, mais qui commet des négligences ou des erreurs de procédures, souvent par acte manqué ; qui fait appel à des instances non judiciaires (politiques, syndicales, religieuses, grands médias…) jusqu'à vouloir se retrouver seul en face d'une omnipotence suprême[22], comme le chef de l'État ou le pape ;
- L'idéaliste passionné : décrit par Maurice Dide en 1913. Le sujet est passionné par une cause (politique, mystique, sociale), il se donne « mission » de la porter, de la transmettre de manière fanatique, et d'en être le messager infatigable. Selon Quentin Debray, l'idéal du paranoïaque est rigide, non révisable, non discutable. À partir de simplifications par intuition « géniale », un système complexe se développe pour tout expliquer ou tout promettre. Le paranoïaque incorpore la réalité, mais dans un système imperméable à l'expérience. Il est privé de toute dialectique intérieure, ne se posant jamais de question, il est incapable d'autocritique. Ce peut être un théoricien politique, un inventeur, un prophète… qui ont trouvé leur solution aux grands problèmes de l'humanité. L'exemple type d'idéaliste passionné serait Don Quichotte qui vit dans son monde à lui « totalement ignorant du désir des autres »[24].

#### Délire de relation des sensitifs
Le délire de relation des sensitifs s'installe chez l'adulte, chez des sujets qui présentaient antérieurement une personnalité marquée par la sensibilité. Un état délirant apparaît progressivement, généralement à la suite d'échecs ou de déceptions. Les thèmes du délire, c'est-à-dire le contenu des interprétations, concernent des idées de persécution, de préjudice, d'hostilité et de mépris dont le sujet serait victime, ou d'atteinte de ses valeurs morales. Le délire est en général limité au cercle proche du patient (sa famille, ses amis, ses collègues, ses voisins, etc.). Il est vécu douloureusement et de manière solitaire. Il se complique généralement d'épisodes dépressifs parfois sévères. Contrairement à ce qui se passe dans les autres types de paranoïa, il n'y a pas de réaction d'agressivité envers l'entourage, peu de réactions bruyantes ni de dangerosité tournée vers autrui. Le risque suicidaire existe au cours des épisodes dépressifs. L'évolution est moins souvent chronique que dans les autres paranoïas.

## Diagnostic
Le diagnostic, chez les personnes affectées de troubles de la personnalité se fonde sur un ensemble de traits de personnalité fixes et rigides apparaissant généralement lors de l'adolescence, ou au début de l'âge adulte, et remarquablement stables dans le temps. Ils entraînent soit une souffrance, soit des dysfonctionnements.

### Diagnostic positif
La nomenclature internationale issue du DSM (manuel diagnostique et statistique des troubles mentaux) fait la distinction entre le trouble de la personnalité paranoïaque d'une part, et les psychoses paranoïaques (appelées troubles délirants), d'autre part. Le mécanisme est le même, avec simplement une intensité et une étendue plus ou moins large des distorsions.
Ainsi, un patient souffrant d'un trouble de la personnalité paranoïaque aura une perception irrationnelle de la réalité dans quelques domaines seulement, alors qu'un patient psychotique aura une perception irrationnelle de la réalité dans presque tous les domaines. Pour être plus précis, les patients psychotiques ont tendance à réduire le champ de leur activité mentale à ces seules distorsions. Les capacités de jugement des patients psychotiques étant alors fortement endommagées, il devient très difficile, voire impossible, au thérapeute d'amener l'individu à développer une approche plus rationnelle et plus saine de ses problèmes.
Le DSM-5 définit le trouble de la personnalité paranoïaque et inclut les symptômes suivants :
- une méfiance soupçonneuse envahissante envers les autres dont les intentions sont interprétées comme malveillantes, qui apparaît au début de l'âge adulte et est présente dans divers contextes, comme en témoignent au moins quatre des manifestations suivantes. La personne souffrant de paranoïa :
  - s'attend sans raison suffisante à ce que les autres l'exploitent, lui nuisent ou le trompent,
  - est préoccupée par des doutes injustifiés concernant la loyauté ou la fidélité de ses amis ou associés,
  - est réticente à se confier à autrui en raison d'une crainte injustifiée que l'information soit utilisée de manière perfide contre lui,
  - discerne des significations cachées, humiliantes ou menaçantes dans des commentaires ou des évènements anodins,
  - garde rancune, c'est-à-dire ne pardonne pas d'être blessé, insulté ou dédaigné,
  - perçoit des attaques contre sa personne ou sa réputation, alors que ce n'est pas apparent pour les autres, et est prompte à la contre-attaque ou réagit avec colère,
  - met en doute de manière répétée et sans justification la fidélité de son conjoint ou de son partenaire sexuel ;
- il ne survient pas exclusivement pendant l'évolution d'une schizophrénie, d'un trouble de l'humeur avec caractéristiques psychotiques ou d'un autre trouble psychotique et n'est pas nécessairement dû aux effets physiologiques directs d'une affection médicale générale.

Les psychoses paranoïaques, quant à elles, sont désignées dans le DSM-5 sous le terme de trouble délirant (en anglais : delusional disorder) :
- Délire sans idées bizarres (car impliquant des situations plausibles dans la vie réelle, comme être espionné, poursuivi, empoisonné, infecté, aimé à distance, trompé par son partenaire ou être atteint d'une maladie) sur une durée d'au moins un mois.
- Les caractéristiques de la schizophrénie (désorganisation mentale, symptômes négatifs, etc.) ne sont pas rencontrées. Toutefois, dans de rares cas, des hallucinations sensorielles (en rapport avec les thèmes du délire) peuvent être observées.
- Mis à part l'impact du délire, la maladie ne handicape pas le patient dans son mode de vie, et son comportement n'est pas inhabituel ou bizarre.
- Si des troubles de l'humeur sont observés, leur durée est plus brève que celle des épisodes délirants.
- Les dysfonctionnements ne sont pas dus aux effets physiologiques directs d'une substance chimique (qu'il s'agisse d'une drogue illégale ou d'un médicament) ou d'une affection médicale générale.

### Diagnostic différentiel
Le diagnostic différentiel de personnalité paranoïaque doit se faire avec une simulation, une névrose obsessionnelle, certains cas d'hystérie. Les troubles de personnalité schizotypique et limite peuvent présenter également des symptômes paranoïaques mais ceux-ci sont dans un contexte différent que les personnalités paranoïaques.

#### États délirants plus ou moins aigus
Le délire paranoïaque est un délire chronique qui ne doit pas être confondu avec des états délirants plus ou moins aigus, comme :
- bouffée délirante aiguë (il s'agit d'adultes plus jeunes, les troubles apparaissent brutalement et sont transitoires, de l'ordre quelques semaines à quelques mois) ;
- une confusion mentale ;
- un syndrome démentiel débutant (association à une détérioration mentale débutante) ;

#### Délire paranoïde

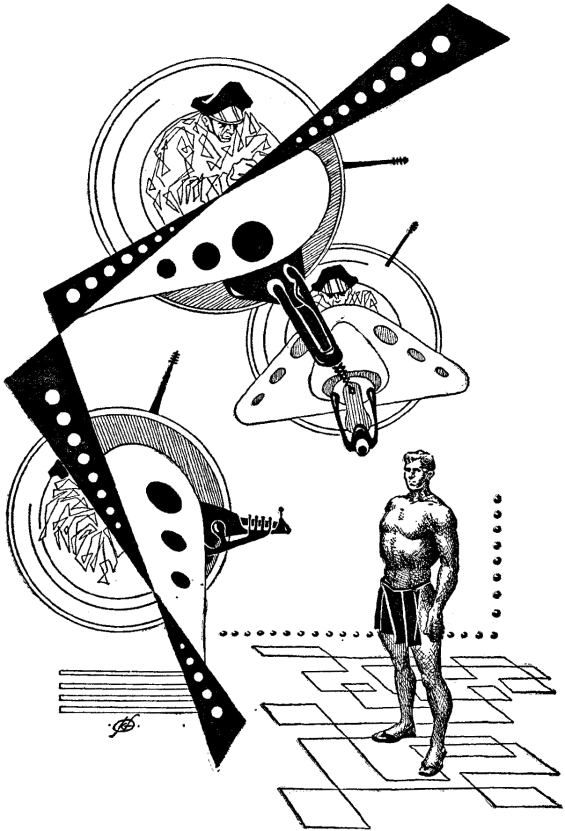
Illustration pour L'homme doré (1954) de Philip K. Dick.

Au sein des délires chroniques, le délire paranoïaque est complètement différent du délire paranoïde observé, quant à lui, dans la schizophrénie. C'est une différence de nature et pas de degré qui existe entre les deux termes, quoiqu'il existe une entité schizo-paranoïde (ayant des aspects paranoïaques), bien indiquée depuis Bleuler (1911), qui se présente tantôt en parallèle à la paranoïa comme forme mixte de cette entité, tantôt comme sa forme dominante.
Le délire paranoïaque est non dissociatif alors que le délire paranoïde se présente avec un syndrome dissociatif. Le thème du délire paranoïaque est généralement unique (persécution, préjudice, complot, jalousie, etc.) ou combiné, mais en gardant une cohérence logique relativement stable, alors que le délire paranoïde n'est pas systématisé (pas de cohérence interne) à thèmes multiples de plus en plus confus. Le mécanisme du délire paranoïaque est principalement interprétatif, alors que celui du délire paranoïde est multiple : hallucinations, interprétations, etc.

#### Autres délires chroniques non schizophréniques
Pour l'école psychiatrique française (XXe siècle), le délire paranoïaque doit se distinguer d'autres délires chroniques non schizophréniques :
- La psychose hallucinatoire chronique : le mécanisme du délire y est presque uniquement hallucinatoire ;
- La paraphrénie : le délire est à thème fantastique, imaginatif, sans persécution.

Néanmoins, pour la psychiatrie internationale moderne (début du XXIe siècle) ces différentes psychoses sont en réalité très proches… par exemple, les traitements destinés à soigner la schizophrénie et les troubles délirants sont presque les mêmes, puisqu'il s'agit dans les deux cas d'antipsychotiques.

#### Réactions ou manifestations de type paranoïaque
Il s'agit de réaction occasionnelle survenant dans des contextes particuliers, de façon isolée ou singulière, mais qui ne permettent pas, à elles seules, un diagnostic de personnalité ou de délire paranoïaque.
- Un trouble de l'humeur (certains cas de dépressions) peut comporter un délire persécutif. Dans ce cas-là, les signes de paranoïa apparaissent de manière contemporaine au trouble de l'humeur.
- Des éléments paranoïaques qui sont fréquemment observés au cours des encéphalopathies alcooliques comme le syndrome de Korsakoff ;
- Certaines tumeurs cérébrales, notamment dans la région du lobe frontal du cerveau, peuvent donner des troubles du comportement (perte de l'attitude critique du malade vis-à-vis de son état et de ses erreurs, impulsions inadaptées…)[26].
- Des altérations neurosensorielles peuvent susciter un état délirant d'allure paranoïaque, comme le syndrome de Charles Bonnet (trouble visuel) et la paranoïa des sourds chez les sujets âgés ou encore chez le sujet jeune (syndrome de Mohr-Tranebjaerg, maladie génétique très rare) ; de même pour la sensibilité cutanée avec le syndrome d'Ekbom[27], et la perception du corps comme le syndrome de Cotard…

Les comportements d'un paranoïaque ne doivent pas être confondus, non plus, avec la méfiance dont ferait preuve un individu ayant été victime de mauvais traitements (violences, comportements malveillants, harcèlement) : on parle alors de trouble de stress post-traumatique.
Certains produits tels que les drogues peuvent donner des réactions paranoïaques transitoires, on parle alors communément de bad trip ou de « trip parano ». Parmi les produits les plus souvent incriminés se trouvent le cannabis et tous les dérivés du THC, les stimulants (cocaïne et amphétamines) et les hallucinogènes. Ces drogues peuvent aggraver les symptômes chez un individu psychotique, et provoquer une entrée dans la psychose chez un individu atteint d'un trouble de la personnalité paranoïaque, schizoïde ou schizotypique.

## Complications
Le risque d'un trouble de la personnalité paranoïaque est principalement l'évolution vers une psychose paranoïaque (instauration d'un délire constitué). Elle n'est pas systématique, et le patient peut montrer jusque-là une parfaite adaptation sociale (normopathie).
Cependant, il existe des dangers liés à la paranoïa ; un syndrome dépressif peut être lié à des risques suicidaires (c'est dans la paranoïa sensitive que cela est le plus fréquent). Également, un passage à l'acte hétéro-agressif peut être sous-tendu par des motivations délirantes ; le plus souvent dans le cas des délires passionnels de préjudice ou de revendication, potentiellement dangereux (jusqu'à l'homicide) pour le persécuteur nommément désigné par le patient paranoïaque,.
Le danger psychiatrique de ces patients n'est pas à négliger, mais le diagnostic médico-légal de dangerosité est difficile. Il est d'autant plus à craindre qu'il existe un persécuteur désigné, jugé comme étant responsable des persécutions que le sujet pense endurer ; que le délire évolue de longue date et s'est enrichi au cours du temps ; qu'il existe un trouble de l'humeur concomitant (exaltation passionnelle) ainsi qu'un alcoolisme et/ou une consommation excessive de drogues ; un goût du scandale ou comportement antisociaux.
Cependant le pronostic d'un délire de préjudice, à son début, n'est pas forcément mauvais, car les formes dites abortives (qui n'évoluent pas ou qui se modifient – changement de doléance et de persécuteur) sont fréquentes.

## Traitements

### Personnalité paranoïaque
Un bon nombre de paranoïaques restent sans suivi, car ils ne demandent aucune thérapeutique. Il leur arrive de se plaindre de troubles fonctionnels, d'un début d'exaltation, ou d'un début de dépression où ils acceptent une relation thérapeutique. Cette relation est difficile, avec le risque que le thérapeute soit initialement idéalisé, avant que cet amour ne se transforme en haine et en sentiment persécutif.
Aucun patient ne « choisit » d'être paranoïaque, mais le subit avant de le faire subir aux autres. Le thérapeute doit s'abstenir de tout jugement moral envers ces patients. Il est donc important d'être en empathie, tout en restant ferme et à distance, et de travailler en équipe autour du patient. Cette distance elle-même néanmoins peut apparaître au patient comme persécutrice et dévalorisante. Dans ce cas, il reste au thérapeute la ressource indiquée par Freud, d'inviter avec beaucoup de discrétion le patient à développer un peu d'humour.
Il n'existe pas de traitement psychotrope de la personnalité paranoïaque en elle-même. Ces médicaments peuvent être utiles, lors de certaines complications, pour traiter des symptômes (décompensation anxieuse ou dépressive, état d'agitation), notamment lors d'un conflit conjugal, professionnel ou de voisinage.
Quand elles sont possibles, les psychothérapies constituent la principale démarche. Il ne s'agit pas de guérir la paranoïa, mais d'aider le sujet à en pâtir le moins possible dans son humeur et son comportement, et d'en faire souffrir le moins possible son entourage. Les approches doivent être multiples, de façon à utiliser tel ou tel courant théorique pour s'adapter à chaque cas individuel. Les plus utilisées sont les psychothérapies de soutien, les thérapies comportementales et cognitives, les thérapies psychanalytiques, et autres.

### Délires paranoïaques
Dans le cas des délires chroniques, plus ou moins stabilisés, avec des phases de rémission et d'exaltation, mais avec intégration sociale satisfaisante, les traitements précédents restent valables en ambulatoire.
Dans le cas de décompensations graves (dépression, agitation…) avec dangerosité importante (risque de passage à l'acte auto- ou hétéro-agressif), l'hospitalisation est nécessaire. La place des psychothérapies est restreinte pour ces patients qui n'ont plus de capacité de remise en question et d'introspection.

#### Hospitalisation
En France, l'hospitalisation doit alors se faire sur le mode de l'hospitalisation sous contrainte, et plus précisément de l'hospitalisation à la demande du représentant de l'État (SDRE - anciennement HO, hospitalisation d'office), mesure administrative décidée par le préfet et permettant l'hospitalisation de patients dont les « troubles mentaux compromettent la sûreté des personnes ou portent atteinte de façon grave à l'ordre public ». L'hospitalisation permet la prise en charge par une équipe soignante pluridisciplinaire, ce qui autorise le plus souvent un apaisement et une stabilisation des troubles si une relation thérapeutique parvient à être ébauchée.
Depuis 2011, la loi impose le contrôle du juge des libertés et de la détention avant le 14e jour d'hospitalisation sans consentement, et permet que les patients puissent poursuivre leurs soins en ambulatoire après l'hospitalisation.
Une hospitalisation sous demande d'un tiers (SDT) n'est pas recommandée dans ce contexte, car le tiers est susceptible de devenir le persécuteur désigné.

#### Médicaments
Le traitement médicamenteux de fond repose sur les antipsychotiques (neuroleptiques dits « incisifs » ou « antiproductifs », c'est-à-dire possédant des propriétés antidélirantes). Il doit être précédé d'un bilan pré-thérapeutique (état clinique et biologique du patient) pour adapter le traitement au patient. Les antipsychotiques permettent de réduire le délire paranoïaque, mais pas toujours de le supprimer. Les antipsychotiques atypiques dits « de nouvelle ou de seconde génération » sont indiqués en première intention, en étant plus efficaces et mieux tolérés que les antipsychotiques typiques.
Les neuroleptiques sédatifs sont indiqués en cas d'agitation ou de risque de passage à l'acte, de manière transitoire, au moment où ces troubles du comportement se déclarent.
Lors d'exacerbations anxieuses, un traitement anxiolytique (benzodiazépines, bêta-bloquants...) peut être ajouté. Enfin, au cours des phases dépressives et dans le délire de relation des sensitifs, les antidépresseurs peuvent être indiqués, mais utilisés avec prudence, car ils peuvent réactiver un délire. Ce type de prescription est réservé aux psychiatres.

## Théories
Il n'existe pas de cause univoque biologique, génétique ou psychologique reconnue à la paranoïa.
Généralement, les troubles délirants se développent chez des patients ayant une personnalité paranoïaque depuis l'enfance. Ce trouble de la personnalité aurait une origine commune, et des points communs, avec le trouble de la personnalité schizoïde et le trouble de la personnalité schizotypique. En fait, il s'en distingue par une prédominance des mécanismes délirants interprétatifs, et par un sentiment de persécution.
Pendant longtemps on a pensé que les troubles délirants (tout comme la schizophrénie) étaient essentiellement dus à une activité excessive du récepteur D2 à la dopamine, mais en réalité ces pathologies sont beaucoup plus complexes, et de nombreux neurotransmetteurs semblent y être impliqués.

### Approche phénoménologique
Selon le psychiatre français Lanteri-Laura, proche du mouvement phénoménologique, l'existence quotidienne se constitue entre autres sur la contingence, sur un rapport entre l'interprétable (ce qui nous concerne directement et ce par quoi on agit) et l'ininterprétable (ce qui relève de l'anodin, de l'insignifiant, du fortuit, de la coïncidence, du hasard…),.
La personnalité paranoïaque serait une perte de liberté d'utiliser ou non le mécanisme d’interprétation (méfiance, défiance…) en fonction d'un contexte relationnel ou social. L'être-au-monde du délirant paranoïaque serait un « effritement de la contingence » : l'interprétable s'étend à tout, l'anodin ou le hasard n'existent plus, tout peut prendre une raison d'être qui le concerne directement.
Schizophrénie et paranoïa seraient aux deux extrémités d'un axe commun des délires chroniques. La schizophrénie étant marquée par la dissociation et le délire polymorphe où le sujet se dilue et disparaît dans son imaginaire, et la paranoïa marquée par la psychorigidité et le délire systématisé où le sujet se concentre et se maintient dans sa logique.

### Approche psychanalytique
Pour les théories issues de la psychanalyse, la paranoïa trouve sa source dans une blessure narcissique précoce (lors des premières interactions entre un sujet, plus ou moins fragile, et son milieu, plus ou moins capable de le rendre encore plus vulnérable).
Les premières identifications sont défaillantes et le trouble de la personnalité progresse souvent de manière latente jusqu'à l'adolescence. Freud s'est intéressé à la psychanalyse de la paranoïa, notamment à travers l'étude de l'autobiographie d'un magistrat, le président Schreber, dont le délire était d'être persécuté par Dieu. Le délire de persécution serait un mécanisme de défense contre un fantasme d'homosexualité passive (dans le cas de Schreber, par rapport à son propre père), de même le délire de jalousie mettrait en jeu un fantasme d'homosexualité envers le rival,.
Pour Mélanie Klein, le délire paranoïaque est centré sur un fantasme de persécution par de « mauvais » objets partiels. Jacques Lacan insiste sur la valeur d'un châtiment inconsciemment désiré, qui donne un sens auto-punitif au délire de persécution paranoïaque.
Les mécanismes de défense prévalents au cours de la paranoïa sont : le clivage du Moi, la projection et le déni.

### Approche cognitive
D'après le psychiatre américain Aaron T. Beck, des croyances erronées seraient à l'origine du trouble de la personnalité paranoïaque.
Les délires paranoïaques, comme ceux de persécution ou de grandeur, seraient caractérisés par des biais cognitifs menant à des conclusions immédiates ou prématurées (jumping to conclusion), ce qui permettrait d'atteindre une certitude à partir de données limitées. Ces conclusions à la légère ne seraient pas liées à un fort besoin de conclure, ou à une intolérance à l'incertitude, mais aux faibles capacités de mémoire de travail chez les sujets atteints par rapport aux sujets normaux. Ce processus serait présent dans les croyances délirantes des troubles paranoïaques, mais pas dans les croyances anxieuses du trouble obsessionnel compulsif.

## Aspects sociaux et politiques
Le terme de paranoïa peut s'appliquer à un mécanisme psychique (commun à tous, actif dans certaines situations, par exemple défiance ou méfiance), à un type de caractère ou de personnalité (organisé sur ce mécanisme), et enfin à un type de délire (aboutissement pathologique).
La qualification de paranoïaque appliquée à un individu, ou une collectivité est souvent confuse et problématique (limite indéterminée entre le normal et le pathologique) selon les circonstances historiques, sociales ou politiques.

### Paranoïa individuelle

#### Des actes au diagnostic

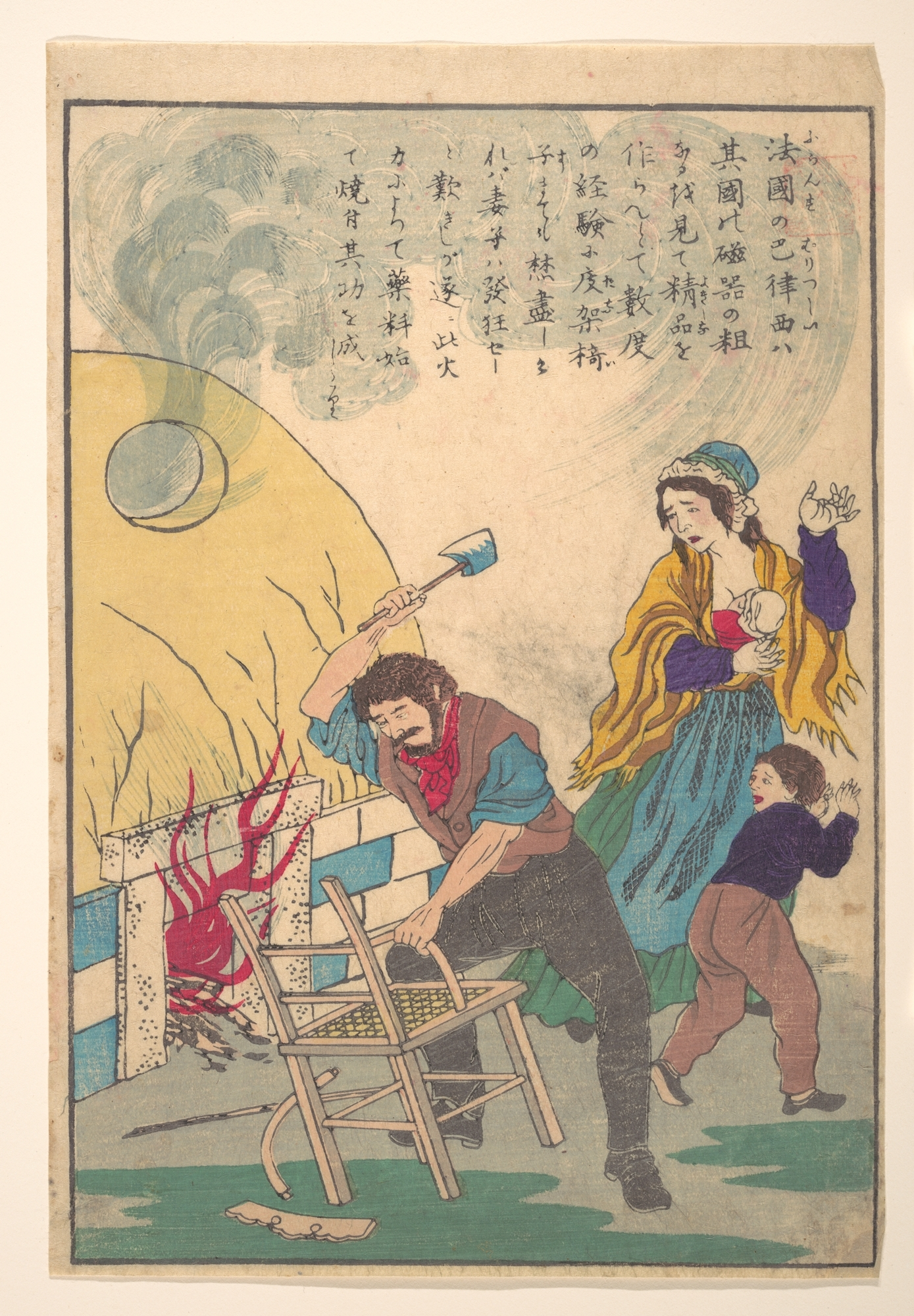
Bernard Palissy brûlant ses meubles. Illustration d'un ouvrage japonais sur la vie d'inventeurs occidentaux, publié vers 1870.

Selon Lanteri-Laura, il n'existe pas de conduite paranoïaque spécifique, susceptible de définir à elle seule une paranoïa pathologique. Il convient d’éviter les généralités séduisantes et les erreurs méthodologiques. Par exemple, il n'est pas toujours facile de distinguer le délire d'un inventeur méconnu, des inventeurs authentiques. Ainsi Bernard Palissy, brûlant son plancher et ses meubles pour retrouver des secrets de céramique, réalise une agitation de type paranoïaque, mais son œuvre est authentique.
Du point de vue médico-légal, la limite entre normal et pathologique peut être influencée par le droit civil. Pensons au cas du paranoïaque procédurier ou inventeur qui risque de ruiner sa propre famille en dilapidant tous ses biens pour soutenir une cause ou une invention.
La difficulté est la même pour des réformateurs sociaux. Maurice Dide, en 1913, qualifie d'idéalistes passionnels des personnages historiques plus ou moins connus comme Jean de Leyde, Torquemada, Robespierre, Charles Fourier… Ces descriptions sont pittoresques mais datées.
Il est parfois difficile de différencier les comportements d'un paranoïaque agressif de ceux d'un psychopathe. Bien que ces deux pathologies soient très différentes, par leur origine et leurs mécanismes, il arrive que des paranoïaques aient des comportements antisociaux et, a contrario, que des psychopathes fassent preuve temporairement d'un comportement paranoïaque. Cela pose un véritable problème d'ordre médico-légal (droit pénal) car là où un psychotique est jugé irresponsable (ne dispoant pas de ses facultés mentales), un psychopathe (atteint du trouble de la personnalité antisociale) devra répondre de ses actes.
Dans le cas d'un patient diagnostiqué comme délirant paranoïaque, on ne peut considérer le malade comme étant responsable. Néanmoins, l'expertise de la responsabilité du paranoïaque reste difficile et malaisée. Pour les uns, la constitution assurée d'un délire paranoïaque suffit à exclure crime ou délit (irresponsabilité du sujet), pour les autres, il faut un rapport direct et précis entre l'état délirant et les faits (motif et moment).

#### Contraintes sociales
D'autre part, il est des situations sociales tellement contraignantes que la stratégie de survie la plus adéquate consiste à adopter des conduites paranoïaques : comportements de clandestinité, de résistance à l'oppression ou à la barbarie… qui ne peuvent être qualifiés de pathologiques.
Ou encore, en raison de l'intolérance du milieu, le futur paranoïaque est progressivement exclu et « persécuté » par un entourage méfiant et hostile, le sujet jusque-là sain d'esprit est alors pris dans un réseau « l'acculant littéralement au délire de persécution ».

### Paranoïa sociale
L'utilisation du terme paranoïa (idéalisme passionné) pour qualifier une ethnie, une culture, ou tout groupe humain est controversée.
Des auteurs, comme Quentin Debray, ont décrit des groupes sectaires, mystiques ou politiques, comme organisés autour d'un gourou, prophète… Le délire passionnel d'un leader psychotique susciterait l'adhésion de disciples névrotiques : « Celui-là impose son idéal, celui-ci en est avide ». Ce qui peut aller jusqu'au suicide collectif, tel celui de Jim Jones en 1978.
Debray distingue aussi un thème idéaliste fusionnel, qui irait des communistes aux publicistes en passant par les écologistes ; et un thème idéaliste de la pureté et de la supériorité qui serait celle des nationalistes, terroristes et intégristes. Selon lui, tout cela « témoigne assez que l'idéalisme passionné n'est pas une entité nosologique désuète ». Il propose comme objectif thérapeutique de pratiquer une rupture de la totalité selon Emmanuel Levinas.
Ce type de démarche est critiqué, car elle consiste à extraire des conduites supposées fréquentes et caractéristiques, et en décidant qu'il s'agit d'éléments de mécanismes paranoïaques. Selon Lanteri-Laura, il y aurait au moins deux défauts méthodologiques. Le premier est de décider arbitrairement que certains comportements sont typiques d'un groupe et pas les autres ; le second est d'opérer une réduction psychologisante, avec un discours psychiatrique qui s'applique à des phénomènes relevant des sciences sociales comme l'ethnologie.
Une étude du champ de la sociologie a mis en évidence que l'emploi abusif du terme paranoïa pouvait constituer un moyen de délégitimer la parole de groupes minoritaires.

### Paranoïas politiques

#### Théorie du complot
L'emploi du terme paranoïaque (paranoïd en anglais) pour qualifier les théories du complot date de 1965. Elle est le fait de l'historien américain Richard Hofstadter à propos du maccarthysme. Toutefois l'auteur souligne qu'il ne s'agit pas de confondre la paranoïa clinique avec ce qu'il appelle le style paranoïaque, il s'agit d'un simple emprunt faute de trouver un terme plus adéquat.

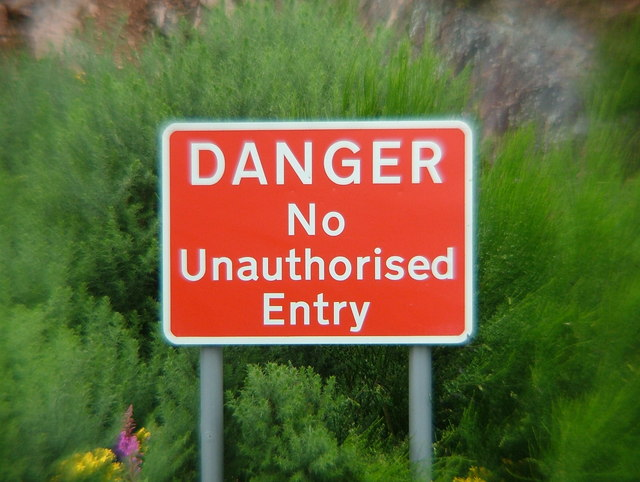
Panneau au bord du Loch Ness ou de quoi bâtir une théorie du complot.

Le style paranoïaque n'est pas une pathologie, il concerne un mode d'expression et d'interprétation du monde utilisé par des gens plus ou moins normaux, où le sens de la persécution est central et systématisé. Hofstader rapproche les excès du maccarthysme contre de supposés communistes, avec d'autres complots analogues attribués aux jésuites, francs-maçons, juifs, etc..
Il s'agit de mettre en scène un immense complot comme force motrice de l'histoire, en accumulant des détails débouchant soudain sur une conclusion générale et extravagante justifiée par la minutie d'une enquête. Une théorie du complot se base sur trois règles :
1. Tout est lié : par analogie, apparence, ou soupçon.
2. Rien n'arrive par hasard : la théorie est renforcée par tout détail anodin.
3. Les choses ne sont pas ce qu'elles semblent être : la théorie est à l'abri de toute critique.

Tout évènement hors du commun peut s'expliquer par un complot. Il s'agirait de donner du sens à un monde en changement accéléré. Les théories du complot ne seraient pas de l'ordre de la psychopathologie ou de la psychiatrie, mais de «mythologies contemporaines » faites de « scénarios regroupant croyances et récits qui sont acceptés puis utilisés pour relier et donner du sens à des évènements stressants ».

#### Psychiatrie soviétique
La situation soviétique est un exemple flagrant d'utilisation abusive de la psychiatrie à des fins politiques.
Dans les années 1950, le psychiatrie soviétique Andrei Snezhnevsky (en) (1904-1987), autorité nationale en son domaine, crée le concept de schizophrénie torpide, une forme plus ou moins insidieuse de schizophrénie, dont les principaux critères sont : « réformisme délirant », « surestimation de soi », et « faible adaptation sociale ».
Durant la période 1960-1980, ce diagnostic a été utilisé (et dans une moindre mesure, celui de trouble de personnalité paranoïaque) pour interner des dissidents socio-politiques dans des hôpitaux psychiatriques. Ces dissidents, au nombre d'une cinquantaine (personnalités connues en Occident), étaient notamment des militants des Droits de l'homme, des nationalistes (ukrainiens, lituaniens…), des candidats à l'émigration, et des croyants religieux.

### La parano dans tous ses états

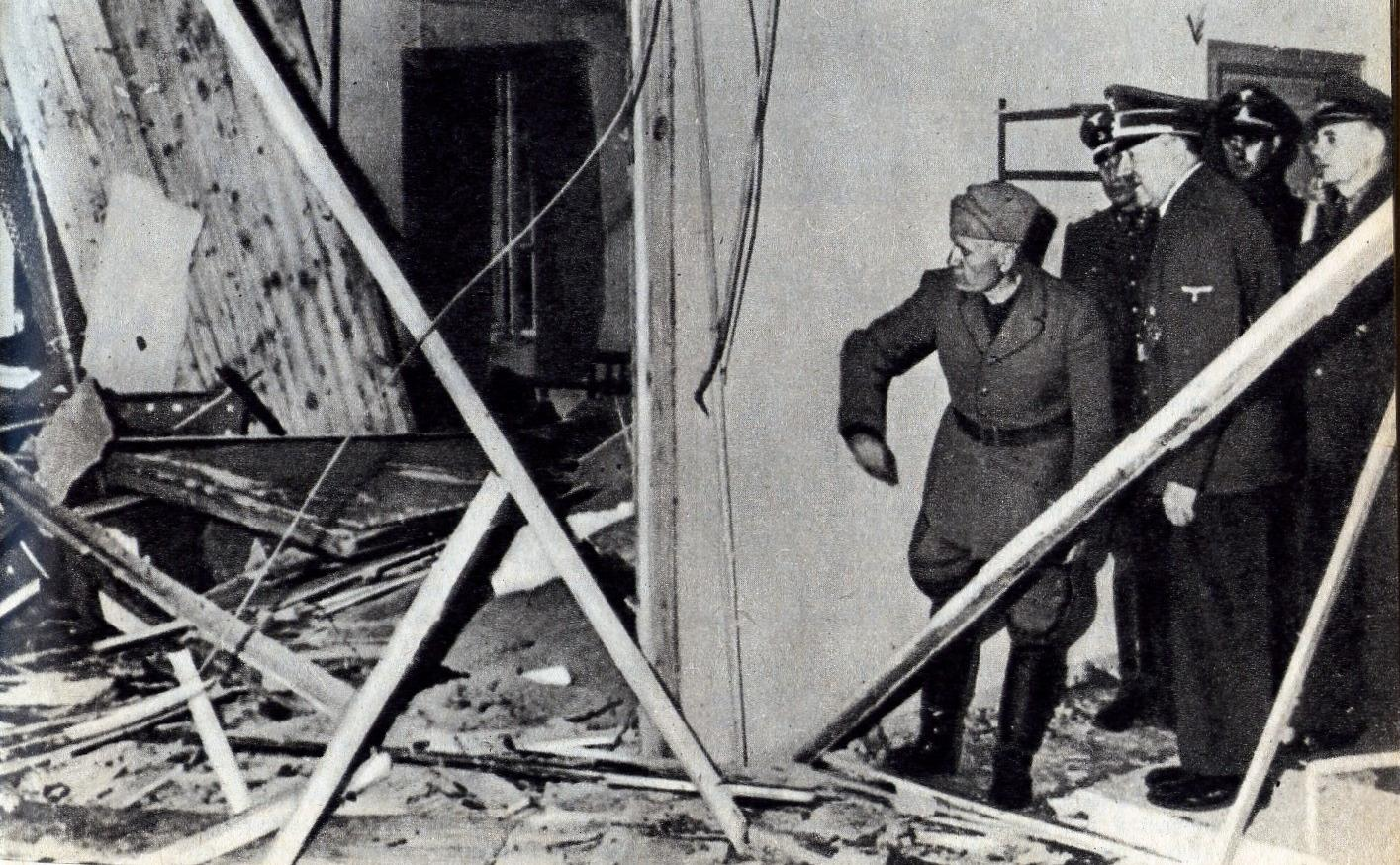
Hitler et Mussolini devant les dégâts du complot du 20 juillet 1944. « Même les paranos ont des ennemis » ou le point Godwin de la paranoïa.

Dans les années 1970, sous la forme abrégée de parano, la notion de paranoïa devient un lieu commun, pour désigner une méfiance exagérée à l'égard de menaces réelles ou imaginaires. La parano est aussi un argument rhétorique pour renvoyer autrui à sa propre méfiance ou discréditer une théorie critique.
Par exemple, dans la polémique psychiatrie/antipsychiatrie, l'antipsychiatrie a été vue comme un courant d'idéalisme passionné et de rationalisation pseudo-paranoïaque. L'accusation ou la qualification de parano ou de complotiste au cours d'un débat contradictoire est un argument réversible, qui peut toujours se retourner contre son auteur.
Jusqu'aux années 1960, le style paranoïaque (expression politique), ou encore la paranoïa critique (courant artistique), n'étaient le fait que de minorités extrêmes, ou de majorités temporaires. Depuis, le monde en transformation accélérée serait entré dans une ère du soupçon, et d'une industrie culturelle pour l'exploiter (littérature, documentaires et séries télévisées, conférences et séminaires payants…).
Ce phénomène généralisé a d'abord touché les États-Unis où « pessimisme et cynisme ont préparé les Américains à croire le pire ». Selon les sociologues français Raymond Boudon et Jean-Bruno Renard, la société de ce début du XXIe siècle serait marquée par un vérificationnisme et un relativisme cognitif, généralisés ou diffus, en raison :

« … de la dévalorisation des canaux officiels de communication, autorités politiques et médias en raison de leurs mensonges et erreurs, à laquelle répond la valorisation des canaux informels ; de la fragmentation en sous-cultures exclusives ; de la confusion accrue entre l'image, le réel, la parodie, et le mensonge que l'Internet a grandement encouragée (…) les sociétés post-modernes ne présentent plus de systèmes clairs de catégorisation du réel. »

## Médias

### Art

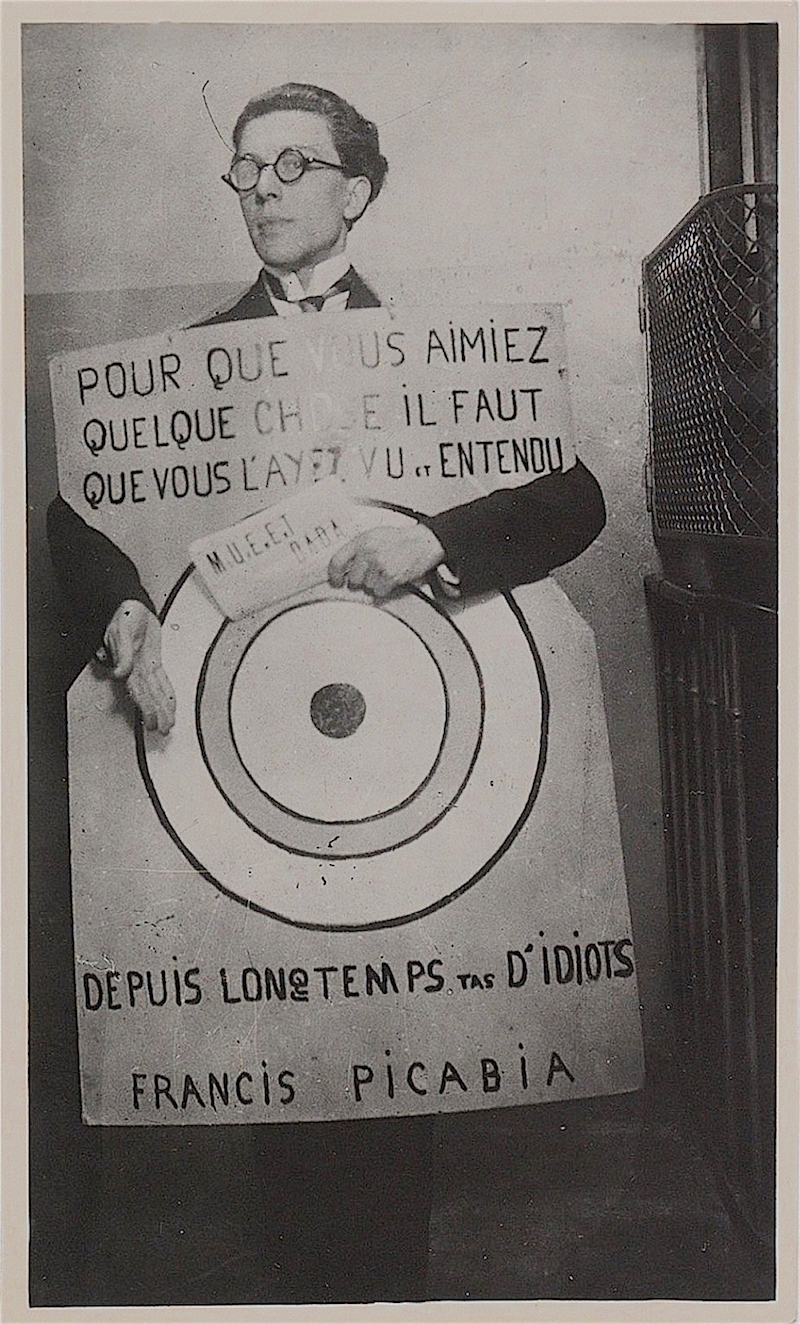
André Breton dans une création de Francis Picabia, festival Dada de Paris (1920).

La folie devient référence de courants artistiques après la Première Guerre mondiale, avec le dadaïsme et le surréalisme.
La paranoïa a joué un rôle important dans la rencontre des théories freudiennes avec le mouvement surréaliste. Salvador Dalí (1904-1984) a proposé la méthode paranoïaque-critique comme mode de création artistique.

### Cinéma
- El, de Luis Buñuel (1953). Dépeint de manière clinique l'éclosion et l'aggravation d'un délire de jalousie.
- Ouragan sur le Caine (1954). Film d'Edward Dmytryk tournant autour d'une question récurrente : Queeg, le capitaine du Caine est-il ou non paranoïaque ?
- Paranoïa, court métrage de Frédéric Forestier.
- L'Enfer (1994), de Claude Chabrol.
- Complots avec Mel Gibson, où un chauffeur de taxi paranoïaque découvre qu'une de ses théories du complot est vraie.
- Les Langoliers de Stephen King, où le personnage principal (Craig Toomey) est un schizophrène en proie à de graves troubles du comportement s'accompagnant de délires de persécution.
- Psychose d'Alfred Hitchcock. Inspiré partiellement d'un fait divers.
- Le Locataire de Roman Polanski. Description fine et détaillée d'une décompensation paranoïaque chez un homme, avec une pointe de fantastique.
- Répulsion de Roman Polanski. Évocation du côté féminin d'une semblable décompensation.
- Rosemary's Baby de Roman Polanski. Décompensation puerpérale à tonalité paranoïaque.
- Lost Highway de David Lynch. Évoque un univers avec des passages incessants du point de vue extérieur au point de vue intra-psychique selon les facettes clivées du héros.
- Bug de William Friedkin.
- Las Vegas Parano de Terry Gilliam. Mise en scène d'une paranoïa provoquée par des psychotropes.
- Un homme d'exception de Ron Howard. Hésitant entre schizophrénie et paranoïa.
- La Moustache, d'Emmanuel Carrère. Hésitant entre paranoïa et fantastique.
- A la folie… pas du tout, de Laeticia Colombani avec Audrey Tautou (2002), sur l'érotomanie.
- Paranoïak (2007), long-métrage américain de D. J. Caruso.
- Shutter Island de Martin Scorsese. Hésitant entre complot et paranoïa.
- Le Nombre 23 (film, 2007) de Joel Schumacher. Le personnage interprété par Jim Carrey est obsédé par le nombre 23.
- Les extraterrestres (film, 1997) de Timothy Bond. Le personnage joué par Dean Stockwell se justifie : « Ce n'est pas de la paranoïa quand ces gens-là sont vraiment après vous. ».
- Le Long-métrage Paranoia, réalisé par Ryan Mitchelle, a pour thème principal, la paranoïa du personnage.

### Littérature
- Guy de Maupassant, Le Horla, 1887. Du délire de persécution paranoïaque.
- Fiodor Dostoïevski, L'Éternel Mari, 1870. De l'intérêt persécutoire auto-punitif chez le jaloux pour le rival[34].
- Maurice G. Dantec, Les Racines du mal
- Philip Kindred Dick, dont les thèmes essentiels tournent autour de la notion de paranoïa.
- Lu Xun, Le Journal d'un fou, 1918. Le narrateur est atteint d'une crise de paranoïa et s'imagine que tous les hommes autour de lui cherchent à le manger, une réécriture de l'œuvre de Nicolas Gogol.
- Mary Higgins Clark, La Nuit du renard. Il semblerait que Renard soit atteint de paranoïa : délire érotomaniaque, orgueil démesuré, etc.
- Raquel Capurro et Diego Nin, Je l'ai tué, dit-elle, c'est mon père, éd. EPEL, 2005.
- Alexis Vincent Charles Berbiguier de Terre-Neuve du Thym, Les farfadets, ou Tous les démons ne sont pas de l'autre monde, éd. Jérôme Millon, 1990.
- Harlan Ellison, Je n'ai pas de bouche et il faut que je crie (anglais : I have no mouth and i must scream). Ted, le narrateur de la nouvelle, est en proie à de vives crises de paranoïa : il est persuadé que les quatre autres protagonistes le détestent et se liguent contre lui, parce qu'il est le plus jeune et le moins torturé des cinq.
- Shirley Jackson, Paranoïa, 2013. Rédigée dans les années 1940, cette nouvelle décrit le caractère paranoïaque d'un mari naïf et homme d'affaires persuadé d'être suivi par un homme à travers les rues de New York[48].

### Musique
- Paranoid, Black Sabbath (1970)
- Paranoïa, Michel Berger (1979)
- Paranoïa, Véronique Sanson (1989)
- Paranoia, Phoebe Killdeer (2008)
- Paranoïa - 5 majeur, 1995 (groupe) (2013)
- Dans ma paranoïa, Jul (2014)